# Gustavo Matosas
Gustavo Cristian Matosas Paidón (Buenos Aires, 25 maggio 1967) è un allenatore di calcio ed ex calciatore uruguaiano con cittadinanza argentina, di ruolo centrocampista.

## Carriera

### Club
Ha giocato nella massima serie dei campionati uruguaiano, spagnolo, argentino, brasiliano, colombiano, cinese e messicano.

### Nazionale
Dal 1987 al 1992 ha giocato 7 partite con la nazionale uruguaiana, vincendo la Copa América 1987.

## Palmarès

### Giocatore

#### Club

##### Competizioni nazionali
- Campionato uruguaiano: 2

Peñarol: 1985, 1986

##### Competizioni statali
- Campionato Goiano: 2

Goiás: 1996, 1997

##### Competizioni internazionali
- Coppa Libertadores: 2

Peñarol: 1987
San Paolo: 1993
- Coppa Intercontinentale: 1

San Paolo: 1993
- Recopa Sudamericana: 1

San Paolo: 1993
- Supercoppa Sudamericana: 1

San Paolo: 1993

#### Nazionale
- Coppa America: 1

1987

### Allenatore

#### Competizioni nazionali
- Campionato paraguaiano: 1

Cerro Porteño: 2017